# Eilema obtusoides
Eilema obtusoides là một loài bướm đêm thuộc phân họ Arctiinae, họ Erebidae.